# 제멋대로 카이조
《제멋대로 카이조》(일본어: かってに改蔵)는 쿠메타 코지가 소학관의 잡지 소년 선데이에 1998년 21・22호부터 2004년 34호까지 연재한 만화이다. 단행본은 총 26권이며, 한국에서는 대원씨아이에 의해 2002년 12월부터 출판되기 시작해 2005년 2월에 마지막 권이 나왔다. 카이조는 개조를 뜻하는 일본어 이기도 하다.

## 소개
제멋대로 카이조는 패러디 및 풍자 만화로서 유명한데, 만화나 애니메이션을 비롯한 오타쿠 계열의 소재는 물론이고 음악이나 영화 등의 예술 계열이나 정치나 경제 등의 사회 계열의 소재도 풍자의 대상으로 자주 사용된다. 또한 작품의 후반에서는 일본의 만화계나 소학관에 대한 풍자도 상당 부분을 차지한다.
처음에는 과대망상증이 있는 고등학생 카츠 카이조와 그에게 원한을 갖고 찾아오는 천재학원 출신자들 사이에서 벌어지는 소동을 다룬 부조리극으로 시작하나, 연재가 진행되는 과정에서 내용과 그림체 및 캐릭터의 성격이 큰 변화를 겪는다.
2011년 1월 14일 애니메이션 화가 발표되었다.

## 등장인물 (초반 설정)
- 카츠 카이조(勝改蔵)

성우 : 사쿠라이 타카히로 (소년시절 : 이와오 쥰코)
주인공, 17세, 고등학교 2학년. 어린 시절에는 신동이라 불렸으나 7살 때 우미 때문에 놀이기구에서 떨어져 머리가 이상해졌다. 그 때문에 천재학원을 그 날, 화학폭발을 일으켜 붕괴시킨다. 초자연현상에 관심이 많다. 자신이 개조인간이 되었다고 믿고 있으며 사이엔 스즈를 박사님이라고 부른다. 카이조라는 이름은 개조인간의 개조(改造)의 일본식 음가에서 따온 거다.
- 나토리 우미(名取羽美)

성우 : 키타무라 에리
여주인공. 7살 때 카이조를 놀이기구에서 떨어뜨렸으며, 그에 대해 죄책감을 갖고 있다. 나토리 우미라는 이름은 나트륨의 일어발음(ナトリウム)과 같다.
- 츠보우치 치탄(坪内地丹)

성우 : 사이토 치와
철도에 관심이 많은 고등학생. 소극적인 성격과 작은 체격으로 인해 주변 인물들에게 괴롭힘을 당한다. 축구를 비롯한 모든 운동에 천부적인 재능을 갖고 있지만, 본인은 인식하지 못하는 듯하다. 치탄이라는 이름은 티타늄의 일어발음(チタン)이 같다
- 츠보우치 사탄(坪内砂丹)

성우 : 야마노이 진
치탄의 쌍둥이 동생. 구릿빛의 피부색을 제외하면 치탄과 거의 같은 모습이지만, 성격은 정 반대다.
- 츠보우치 보탄(坪内牡丹)

츠보우치 치탄의 여동생. 안경을 썼고 소심한 성격이다.
- 사이엔 스즈(彩園すず)

성우 : 토요사키 아키
18세(추정), 과특부(과학특수부)의 부장. 교묘한 방법으로 다른 사람들의 돈을 빼앗는다. 사이엔 스즈라는 이름은 Science의 일어발음(サイエンス)에서 따왔다.
- 야마다(山田)

성우 : 호리에 유이
주인공 학급의 반장. 주로 "미인으로 유명한 반장 야마다"라고 불리고 있다. 원래는 부유한 집안이였으나, 나토리 우미의 방화로 인해 집이 몽땅 타버려 가난해졌다. 야키소바빵을 무척 좋아한다.
- 칸자키 미치코(神崎美智子)

카이조와 같은반의 여학생이다.
- 시에(しえ)

성우 : 신타니 료코
카이조와 같은반의 여학생. 동물을 무척 좋아한다.
- 하쿠 아루미 (泊亜留美)

성우 : 아케사카 사토미
치탄의 아르바이트 후배생. 스토커의 위협을 받고있다. 이름은 알류미늄 박(アルミ箔)에서 따왔다.
- 요시코 선생님(よし子先生)

성우 : 이와오 쥰코
카이조의 학교의 보건선생님.
- 요시다(吉田)

카이조의 학교의 교장선생님.
- 미라노 마리오

성우 : 미키 신이치로
전 천재학원 복식코스 교사. 멋내기 선생님이라고 불리며 카이조와는 각별한 관계이다. 남들이 이해하기 힘든 패션센스를 가지고 있다.

## 등장인물 (중반 이후 설정)
- 카츠 카이조

자신이 개조인간이 되었다고 믿지 않고 있다.
- 나토리 우미

친구가 없다. 88명의 다중인격을 가지고 있으며, 취미삼아 인형(사노스케)을 찢는다. 사람을 자주 죽이거나 저주하며, 그 외에도 다양한 범죄를 저지른다. 다른 사람과 잘 어울리지 못한다. 아버지의 실직으로, 16권부터 카이조와 동거하게 된다.
- 츠보우치 치탄

주변 인물들에게 당한 괴롭힘의 분풀이로 어머니에게 폭력을 휘두른다. 다른 사람을 쉽게 의심하지만, 결국에는 속아넘어가 살해당하거나 돈을 빼앗기는 일이 많다. 후반에서는 탈모가 진행되며 아루미를 스토킹한다.
- 츠보우치 사탄

겉모습은 꽃미남으로 바뀌고, 야마다와 함께 마을을 지킨다.
- 츠보우치 보탄

설정은 유지되나, 겉모습은 미소녀로 바뀐다.
- 사이엔 스즈

초반의 설정이 거의 그대로 유지된다.
- 야마다

정의의 사자가 된다. 츠보우치 사탄과 함께 천재학원으로부터 마을을 지킨다.
- 칸자키 미치코

카이조에 의해 오타쿠 취미가 폭로되며, 여자 오타쿠 설정으로 확립된다.
- 시에

초반의 설정이 거의 그대로 유지된다.
- 하쿠 아루미

스토커를 신경쓰지 않게 되었으며, 카이조보다 선배가 된다.
- 요시코 선생님

카이조의 반의 담임선생님이 된다. 한번 교복을 입고 출연한 후로는, 틈날때마다 교복을 입고 온다.
- 요시다

카이조에 의해 마조히스트라는게 발각된다.

## 애니메이션
2011년 5월 25일, 7월 27일, 9월 21일 OVA가 발매될 예정이었으나, 전부 연기 되었다.
- 총제작 : 샤프트
- 총감독 : 신보 아키유키
- 감독 : 타츠와 나오유키
- 구성 : 아즈마 토야코, 타카야마 카츠히코
- 디자인 : 야마무라 히로키, 타키자와 이즈미
- 편집 : 세키 카즈히코
- 음향감독 : 카메야마 토시키
- 음악 : 카와다 루카
  - 음악제작 : 스타차일드 레코드
- 제작 : 제멋대로 카이조 제작위원회

### 주제가

#### 오프닝
제멋대로 개조해도 괜찮다구
노래 : 미즈키 이치로와 특촬

#### 엔딩
뭐가 뭐고 뭔지
노래 : 신☆타니 료코

### 드라마
제멋대로 카이조의 신장판 10권 표지를 통해 알려졌다.